# Michele A. Roberts
Michele A. Roberts est une avocate américaine née en 1956 à New York. Elle dirige la National Basketball Players Association (NPBA), le syndicat des joueurs de la NBA depuis 2014. C'est la première femme à occuper ce poste dans l'une des quatre ligues professionnelles majeures du sport américain. 
Elle travaillait précédemment pour le cabinet new-yorkais Skadden, Arps, Slate, Meagher & Flom.

## Biographie

### Jeunesse et études
Michelle Roberts est née en 1956 à New York et a grandi dans le quartier défavorisé du sud du Bronx. 
Elle étudie à la Masters School de Dobbs Ferry, dans la banlieue new-yorkaise. En 1977, elle passe un Bachelor à l'Université Wesleyenne et en 1980 un Juris Doctor, diplôme universitaire en common law permettant l'accès à la profession d'avocat, à la Boalt Hall School of Law de l'Université de Californie à Berkeley.

### Carrière
Michelle Roberts commence sa carrière en 1980 au bureau des avocats commis d'office de Washington et y reste pendant huit ans, devenant cheffe de la division de première instance et une « avocate vedette ». 
Elle travaille de 2004 à 2011 pour le cabinet Washingtonien Akin Gump avant d'être embauchée par Skadden, Arps, Slate, Meagher & Flom. 
En juillet 2014, elle est nommée présidente directrice générale de la National Basketball Players Association, le syndicat des joueurs de la NBA. Elle succède à l'ancien joueur de football américain Billy Hunter et devient la première femme à occuper ce poste dans l'une des quatre premières ligues sportives professionnelles américaines (basket-ball, football américain, base-ball et hockey sur glace),. Elle est réélue à l'unanimité en 2018 après un mandat marqué par la signature de la nouvelle convention collective.  
En 2019, elle participe à Charlotte au lancement de la Ligue africaine de basket-ball, qui marque la première participation de la NBA dans une ligue professionnelle hors d’Amérique du Nord.  
En mars 2020, elle annonce qu'elle n'ira pas au bout de son second mandat.  
Michelle Roberts est également professeure auxiliaire à la Harvard Law School et membre de l'American College of Trial Lawyers.   
Elle se retire de la National Basketball Players Association en 2022 où elle est remplacée par Tamika Tremaglio.   